# ذراع البيوت

تعديل مصدري - تعديل

ذراع البيوت هي إحدى قرى عزلة سرار بمديرية سرار التابعة لمحافظة أبين، بلغ تعداد سكانها 52 نسمة حسب تعداد اليمن لعام 2004.